# Temporada 1946-47 de los Boston Celtics
La Temporada 1946-47 fue la primera de los Boston Celtics en la BAA. La franquicia se puso en marcha por el empeño de Walter Brown, el administrador del Boston Garden, sede del equipo de la NHL de los Boston Bruins, siendo uno de los impulsores en la creación de la BAA, que posteriormente daría paso a la NBA. Para el nombre del equipo barajó diferentes posibilidades, entre ellas Whirlwinds, Unicorns y Olympics, decantándose finalmente por la de Celtics, en honor a la abundante colonia irlandesa que había en la ciudad de Boston.
La temporada regular acabó con 22 victorias y 38 derrotas, ocupando el quinto puesto de la División Este, empatado a número de victorias con los Toronto Huskies, no logrando clasificarse para los playoffs.

## Temporada regular
| # | División Este           | División Este | División Este | División Este | División Este |
| # | Equipo                  | G             | P             | %             | PD            |
| - | ----------------------- | ------------- | ------------- | ------------- | ------------- |
| 1 | x-Washington Capitols   | 49            | 11            | .817          | –             |
| 2 | x-Philadelphia Warriors | 35            | 25            | .583          | 14            |
| 3 | x-New York Knicks       | 33            | 27            | .550          | 16            |
| 4 | Providence Steamrollers | 28            | 32            | .467          | 21            |
| 5 | Boston Celtics          | 22            | 38            | .367          | 27            |
| 6 | Toronto Huskies         | 22            | 38            | .367          | 27            |

## Estadísticas
| Rk | Jugador        | Edad | P  | PT | MP | TC  | TCI  | %TC  | 3P | 3PI | %3P | TL  | TLI | %TL   | RO | RD | RT | AS  | RB | TAP | BP | FP  | PTS  |
| -- | -------------- | ---- | -- | -- | -- | --- | ---- | ---- | -- | --- | --- | --- | --- | ----- | -- | -- | -- | --- | -- | --- | -- | --- | ---- |
| 1  | Connie Simmons | 21   | 60 |    |    | 4.1 | 12.8 | .320 |    |     |     | 2.1 | 3.2 | .677  |    |    |    | 1.0 |    |     |    | 2.2 | 10.3 |
| 2  | Al Brightman   | 23   | 58 |    |    | 3.8 | 15.0 | .256 |    |     |     | 2.1 | 3.3 | .627  |    |    |    | 1.0 |    |     |    | 2.0 | 9.8  |
| 3  | Wyndol Gray    | 24   | 55 |    |    | 2.5 | 8.7  | .292 |    |     |     | 1.3 | 2.3 | .581  |    |    |    | 0.9 |    |     |    | 1.9 | 6.4  |
| 4  | Charlie Hoefer | 29   | 35 |    |    | 2.2 | 9.0  | .241 |    |     |     | 1.7 | 2.7 | .634  |    |    |    | 0.7 |    |     |    | 2.3 | 6.0  |
| 5  | Art Spector    | 26   | 55 |    |    | 2.2 | 8.4  | .267 |    |     |     | 1.5 | 2.7 | .553  |    |    |    | 0.8 |    |     |    | 2.4 | 6.0  |
| 6  | Jerry Kelly    | 28   | 43 |    |    | 2.1 | 7.3  | .291 |    |     |     | 1.7 | 2.6 | .667  |    |    |    | 0.5 |    |     |    | 3.0 | 6.0  |
| 7  | Red Wallace    | 28   | 24 |    |    | 2.3 | 9.3  | .246 |    |     |     | 0.9 | 2.0 | .438  |    |    |    | 0.8 |    |     |    | 1.8 | 5.5  |
| 8  | Johnny Simmons | 22   | 60 |    |    | 2.0 | 7.2  | .280 |    |     |     | 1.3 | 2.1 | .614  |    |    |    | 0.5 |    |     |    | 1.3 | 5.3  |
| 9  | Chuck Connors  | 25   | 49 |    |    | 1.9 | 7.8  | .247 |    |     |     | 0.8 | 1.7 | .464  |    |    |    | 0.8 |    |     |    | 2.6 | 4.6  |
| 10 | Jack Garfinkel | 28   | 40 |    |    | 2.0 | 7.6  | .266 |    |     |     | 0.4 | 0.7 | .607  |    |    |    | 1.5 |    |     |    | 1.6 | 4.5  |
| 11 | Tony Kappen    | 27   | 18 |    |    | 1.4 | 5.1  | .275 |    |     |     | 1.3 | 2.1 | .632  |    |    |    | 0.3 |    |     |    | 0.9 | 4.1  |
| 12 | Harold Kottman | 24   | 53 |    |    | 1.1 | 3.5  | .314 |    |     |     | 0.9 | 1.9 | .465  |    |    |    | 0.3 |    |     |    | 1.1 | 3.1  |
| 13 | Warren Fenley  | 24   | 33 |    |    | 0.9 | 4.2  | .225 |    |     |     | 0.7 | 1.4 | .511  |    |    |    | 0.5 |    |     |    | 1.8 | 2.6  |
| 14 | Virgil Vaughn  | 28   | 17 |    |    | 0.9 | 4.6  | .192 |    |     |     | 0.9 | 1.6 | .536  |    |    |    | 0.6 |    |     |    | 1.1 | 2.6  |
| 15 | Moe Becker     | 29   | 6  |    |    | 0.8 | 3.7  | .227 |    |     |     | 0.5 | 0.7 | .750  |    |    |    | 0.2 |    |     |    | 2.5 | 2.2  |
| 16 | Hal Crisler    | 23   | 4  |    |    | 0.5 | 1.5  | .333 |    |     |     | 0.5 | 0.5 | 1.000 |    |    |    | 0.0 |    |     |    | 1.5 | 1.5  |
| 17 | Mel Hirsch     | 25   | 13 |    |    | 0.7 | 3.5  | .200 |    |     |     | 0.1 | 0.2 | .500  |    |    |    | 0.8 |    |     |    | 1.4 | 1.5  |
| 18 | Bob Duffy      | 24   | 6  |    |    | 0.3 | 1.2  | .286 |    |     |     | 0.7 | 0.7 | 1.000 |    |    |    | 0.0 |    |     |    | 0.7 | 1.3  |
| 19 | Dick Murphy    | 25   | 7  |    |    | 0.1 | 2.4  | .059 |    |     |     | 0.0 | 0.6 | .000  |    |    |    | 0.4 |    |     |    | 0.9 | 0.3  |
| 20 | Don Eliason    | 28   | 1  |    |    | 0.0 | 1.0  | .000 |    |     |     | 0.0 | 0.0 |       |    |    |    | 0.0 |    |     |    | 1.0 | 0.0  |